# منوچهر احترامی
منوچهر احترامی (زاده ۱۶ تیر ۱۳۲۰ تهران – درگذشته ۲۲ بهمن ۱۳۸۷ تهران) طنزپرداز از قدیمی‌ترین نویسندگان ادبیات کودک و نوجوان بود، که مجموعهٔ کارهای «حسنی نگو یه دسته‌گل» او از دههٔ ۶۰ تا امروز، با مجموع تیراژ چندمیلیونی همچنان یکی از محبوب‌ترین کتاب‌های کودکان به‌شمار می‌رود.
احترامی در مدارس مروی و دارالفنون دوران تحصیل را طی کرد و از دانشکدهٔ حقوق دانشگاه تهران فارغ‌التحصیل شد.
وی سال‌ها به عنوان طنزنویس با نشریات مختلف همکاری داشت و طی چند سال گذشته اغلب آثارش را در مجله گل‌آقا به مدیریت کیومرث صابری فومنی (گل آقا) چاپ می‌کرد. وی طنزنویسی را به‌طور جدی از سال ۱۳۳۷ با مجله توفیق آغاز کرد و با مطبوعات دیگر و نیز رادیو و تلویزیون هم همکاری داشت. امضاهای مستعاری همچون «م. پسرخاله» و «الف ـ اینکاره» از امضاهای اوست.
احترامی مجموعه‌ای از این آثار را در کتاب «جامع الحکایات» منتشر کرد و چاپ بخشی از داستان‌های طنزش را در مجموعه «بچه‌ها، من هم بازی» تدارک دید. منوچهر احترامی در دوران حیاتش بیش از پنجاه عنوان کتاب برای کودکان نوشته و منتشر کرد که «حسنی نگو یه دسته گل»، «خروس نگو یه ساعت»، «خرس وکوزه عسل» و «دزده و مرغ فلفلی» از آن جمله‌اند.
وی که کارمند و بازنشسته مرکز آمار ایران بود، در روز چهارشنبه، ۲۲ بهمن ۱۳۸۷ بر اثر نارسایی قلبی، در یکی از بیمارستان‌های تهران درگذشت و در قطعه هنرمندان بهشت زهرا به خاک سپرده شد.

## آثار
- مثل کنه چسبیدن، منوچهر احترامی، سلمان طاهری (تصویرگر)، ناشر: گل آقا
- گردن کلفتی (کتاب مترو ۱۰)، منوچهر احترامی، نشر شهر تهران (وابسته به سازمان فرهنگی هنری شهرداری تهران)
- کی بود رفت زیر میز؟، منوچهر احترامی، سلمان طاهری (تصویرگر)، ناشر: گل آقا
- گربه من نازنازیه همه ش به فکر بازیه، منوچهر احترامی (شاعر)، کیانوش لطیفی (تصویرگر) ناشر: هنرور
- فیل اومد آب بخوره، منوچهر احترامی، کیانوش لطیفی، ناشر: هنرور
- کی بود رفت زیر میز؟، منوچهر احترامی، سلمان طاهری (تصویرگر)، ناشر: گل آقا
- ده تا جوجه رفتن تو کوچه، منوچهر احترامی (شاعر)، کیانوش لطیفی (تصویرگر)، ناشر: هنرور
- حسنی ما یه بره داشت، منوچهر احترامی، کیانوش لطیفی، ناشر: هنرور
- موش دم بریده، منوچهر احترامی، کیانوش لطیفی، ناشر: هنرور
- گردن کلفتی، منوچهر احترامی، نوید شریفی، نشر شهر تهران (وابسته به سازمان فرهنگی هنری شهرداری تهران)
- طنزآوران امروز ایران (۱)، فریبا فرشادمهر، منوچهر احترامی، ناشر: سوره مهر
- ده تا جوجه رفتن تو کوچه، منوچهر احترامی، ناشر: گزارش
- حسنی ما یه بره داشت، قصه‌ای به شعر کودکانه، غلامعلی لطیفی، منوچهر احترامی، ناشر: گزارش
- خروس نگو یک ساعت، غلامعلی لطیفی، منوچهر احترامی، ناشر: گزارش
- موش موشی، منوچهر احترامی، کیانوش لطیفی، ناشر: گزارش
- موش موشی، منوچهر احترامی (شاعر)، غلامعلی لطیفی (تصویرگر)، ناشر: هنرور
- حسنی نگو یه دسته گل، منوچهر احترامی، کیانوش لطیفی، ناشر: گزارش
- دزده و مرغ فلفلی، شعر کودکانه، غلامعلی لطیفی، منوچهر احترامی، ناشر: گزارش
- حسنی باباش یه باغ داره، منوچهر احترامی، کیانوش لطیفی، ناشر: گزارش
- مهمانهای ناخوانده، منوچهر احترامی، ناشر: گزارش
- حسنی و گرگ ناقلا، منوچهر احترامی، کیانوش لطیفی، ناشر: گزارش
- حسن کچل و سه بزغاله، غلامعلی لطیفی، منوچهر احترامی، ناشر: گزارش
- موش دم بریده، منوچهر احترامی، کیانوش لطیفی، ناشر: گزارش
- عروسی خاله سوسکه و آقا موشه، غلامعلی لطیفی، منوچهر احترامی (مترجم)، ناشر: گزارش
- بچه‌ها، من هم بازی، منوچهر احترامی، پوپک صابری فومنی، سامان طاهری، ناشر: گل آقا
- خرس و کوزه عسل، منوچهر احترامی، کیانوش لطیفی (تصویرگر)، ناشر: هنرور
- کرم ابریشم، منوچهر احترامی، کیانوش لطیفی، ناشر: هنرور
- دویدم و دویدم، منوچهر احترامی، کیانوش لطیفی، ناشر: هنرور
- حسنی و گرگ ناقلا، منوچهر احترامی، کیانوش لطیفی (تصویرگر)، ناشر: هنرور
- مهمانهای ناخوانده، منوچهر احترامی (شاعر)، غلامعلی لطیفی (تصویرگر)، ناشر: هنرور
- حسن کچل و سه بزغاله، منوچهر احترامی (شاعر)، غلامعلی لطیفی (تصویرگر)، ناشر: هنرور
- سلیمان بابا سلیمان، منوچهر احترامی (شاعر)، محمدحسین تهرانی (تصویرگر)، ناشر: هنرور